# Saison 1995-1996 du FC Sochaux-Montbéliard
Cet article contient diverses informations sur la saison 1995-1996 du Football Club Sochaux-Montbéliard, un club de football français basé à Montbéliard.

## Résultats en compétitions nationales
- 6e saison en Division 2 : 10e/22 avec 59 points, 7e attaque avec 49 buts marqués, 8e défense avec 40 buts encaissés
- Coupe de France: élimination en 1/8 de finale par le SM Caen
- Coupe de la Ligue: limination en 1/32 de finale par l'CS Louhans-Cuiseaux